# Toronto Symphony Orchestra

Logo des Toronto Symphony Orchestra

Das Toronto Symphony Orchestra (TSO) ist ein kanadisches Orchester in Toronto. Musikdirektor des TSO ist seit 2004 Peter Oundjian. Das TSO spielt Klassische Musik.
Das TSO wurde 1922 als New Symphony Orchestra von einer Gruppe Torontoer Musiker und dem gebürtigen Wiener Dirigenten Luigi von Kunits gegründet und gab im April 1923 sein erstes Konzert in der Massay-Halle in der Victoria Street in Downtown Toronto. 1927 benannte sich das Orchester in den heutigen Namen um. Das Toronto Symphony Orchestra gab von 1923 bis 1982 regelmäßig Konzerte in der Massay-Halle. Seit der Eröffnung der Roy Thomson Hall im Herbst 1982 ist das Toronto Symphony Orchestra dort beheimatet.
Im Jahr 2001 war das Orchester mit 7 Millionen Kanadischen Dollar Schulden in finanzielle Schwierigkeiten geraten. In den nachfolgenden Jahren stieg die Anzahl der Abonnements von 20.000 im Jahr 2001 auf 25.000 in der Saison 2006/2007 an und die Auslastung im selben Zeitraum von 56 % auf 84 %. Mehr als 400.000 Menschen besuchen jährlich die Konzerte des Orchesters.

## Chefdirigenten
- Luigi von Kunits (1922–1931)
- Sir Ernest MacMillan (1931–1956)
- Walter Susskind (1956–1965)
- Seiji Ozawa (1965–1969)
- Karel Ančerl (1969–1973)
- Victor Feldbrill (1973–1978)
- Sir Andrew Davis (1975–1988)
- Günther Herbig (1988–1994)
- Jukka-Pekka Saraste (1994–2001)
- Peter Oundjian (2004–2018)
- Gustavo Gimeno (ab 2020)